# Condado de Czarnków-Trzcianka
Nota linguística: Não confundir hrabstwo (condado) com powiat (divisão administrativa)..
Condado de Czarnków-Trzcianka (polaco: powiat czarnkowsko-trzcianecki) é um powiat (condado) da Polónia, na voivodia de Grande Polónia. A sede do condado é a cidade de Czarnków. Estende-se por uma área de 1808,19 km², com 86 142 habitantes, segundo os censos de 2005, com uma densidade 47,64 hab/km².

## Divisões admistrativas
O condado possui:
Comunas urbanas: Czarnków
Comunas urbana-rurais: Trzcianka, Krzyż Wielkopolski, Wieleń
Comunas rurais: Czarnków, Drawsko, Lubasz, Połajewo
Cidades: Trzcianka, Czarnków, Krzyż Wielkopolski, Wieleń

## Demografia
População (dados de 30 de Junho de 2005):
|          | Total   | Total | Mulheres | Mulheres | Homens  | Homens |
| -------- | ------- | ----- | -------- | -------- | ------- | ------ |
|          | pessoas | %     | pessoas  | %        | pessoas | %      |
| Total    | 86 142  | 100   | 43 673   | 50,7     | 42 469  | 49,3   |
| Cidades  | 40 560  | 100   | 21 064   | 51,9     | 19 496  | 48,1   |
| Povoados | 45 582  | 100   | 22 609   | 49,6     | 22 973  | 50,4   |